# Bagucci
Bagucci è una piccola borgata di case nel comune di Castiglione dei Pepoli, facente parte della città metropolitana di Bologna, nel cuore dell'Appennino emiliano.
Il villaggio è noto per la presenza della sua "piazza Rossa", il cui nome richiama l'omonima piazza di Mosca.

## Geografia fisica
Bagucci dista da Castiglione dei Pepoli 2,09 Km, e si trova a 856 metri sul livello del mare e conta circa venti residenti. La località è posta sul versante meridionale dell'omonimo monte Bagucci (1103 m s.l.m.), nel Parco regionale dei laghi Suviana e Brasimone.
Il villaggio è posto sulla cosiddetta "Via della lana e della seta", antico percorso che nel medioevo collegava Prato (città di lanaioli) a Bologna, all'epoca considerata una delle capitali della lavorazione della seta.

## Storia
Nel XVIII secolo il conte Fabio dei Pepoli fece realizzare un oratorio dedicato a san Fabio sovrastante l'abitato; l'edificio di culto non fu però completato, forse a seguito della morte del committente o per la perdita del feudo. I resti furono i seguito riutilizzati per la costruzione di altri edifici.
Il 17 settembre 1872 venne consacrato l'oratorio della Beata Vergine addolorata, eretto per volontà della famiglia Fogacci.
Durante la seconda guerra mondiale, una compagnia alleata dell'Imperial Light Horse/Kimberley Regiment (ILH/KimR) perlustrò Bagucci e le zone circostanti, senza incontrare opposizione.

## Fonte del Docciolino
Appena fuori del paese, lungo il torrente che scorre vicino al sentiero per Rasora, si trova la fonte del Docciolino, la cui acqua potabile è ancora bevuta dagli abitanti del luogo. 
Nel 2022 è stata restaurata la fontana della piazza Rossa dei Bagucci, dotata di due fonti: una collegata alla sorgente naturale storica e una all'acquedotto comunale.